# Dressed to Kill (película de 1946)
Dressed to Kill (Vestida para un asesinato o Vestida para matar) es un largometraje estadounidense en el que los personajes principales son Sherlock Holmes y el Dr. Watson. No está basada en una historia concreta del detective publicada anteriormente, pero hay referencia a Escándalo en Bohemia y la trama es semejante a la de Los seis Napoleones.
La película fue dirigida por Roy William Neill, contó con la actuación de Basil Rathbone en el papel de Holmes y Nigel Bruce en el de Watson, y fue estrenada en 1946.
El filme es una de las cuatro películas de la serie que son de dominio público.

## Sinopsis
Un presidiario aún cumpliendo pena fabrica cajas de música para redimir condena. Tres de estas cajas son subastadas y varias personas están interesadas en su compra. Pero lo que no sabe ninguno de los compradores es que el presidiario, que formó parte otrora de una banda de ladrones, había insertado en la melodías de las cajas la clave donde estaban escondidas las planchas del billete de cinco libras del banco de Inglaterra. 
El asesinato de uno de los compradores pone en alerta a la policía y a Sherlock Holmes, quien con su amigo Watson empieza una investigación y descubre que, merced a la ayuda de un músico tabernario amigo, la caja que conserva la policía tiene parte del código. Éste se completará con las otras dos cajas robadas por una banda de maleantes, de la que forma parte la Sra. Courtney y el coronel Cabanna. Felizmente, gracias a la intervención inteligente de Holmes y Watson, se recuperan las planchas para el banco de Inglaterra.

## Reparto
| - Basil Rathbone - Sherlock Holmes - Nigel Bruce - Dr. John H. Watson - Patricia Morison - Hilda Courtney - Edmund Breon - Julian "Stinky" Emery - Frederick Worlock - Colonel Cavanaugh - Carl Harbord - Inspector Hopkins - Patricia Cameron - Evelyn Clifford - Holmes Herbert - Ebenezer Crabtree - Harry Cording - Hamid - Leyland Hodgson - Guía turístico - Mary Gordon - Sra. Hudson - Ian Wolfe - Comisario de policía - Anita Sharp-Bolster - Profesora en la visita al museo |

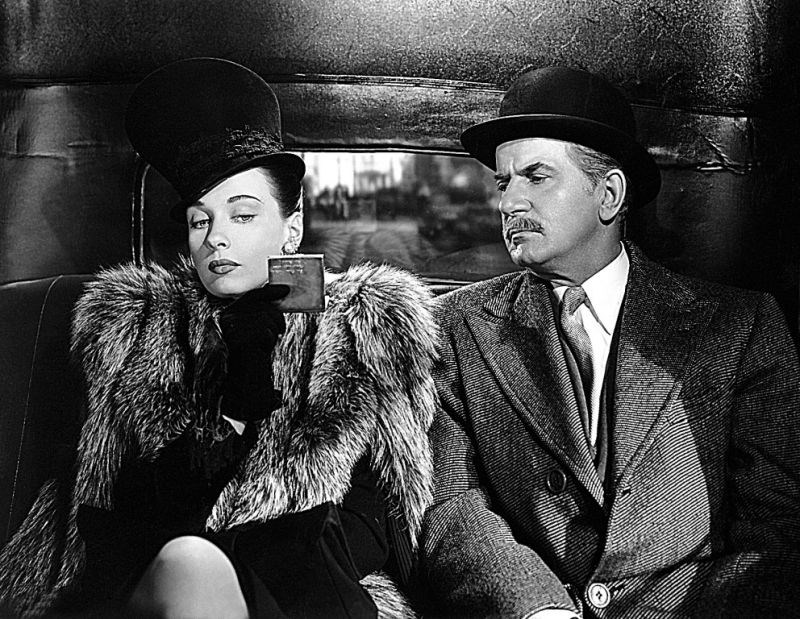
Patricia Morison y Frederick Worlock.